# سیارک ۱۱۴۰۲۷
سیارک ۱۱۴۰۲۷ (به انگلیسی: 114027 Malanushenko، نامگذاری:2002UL69)۱۱۴۰۲۷مین سیارک کشف شده‌است که در ۳۰ اکتبر ۲۰۰۲ کشف شد.